# Matkunjärvi
Matkunjärvi är en sjö i kommunerna Forssa och Urdiala i landskapen Egentliga Tavastland och Birkaland i Finland. Sjön ligger 107,7 meter över havet. Arean är 38 hektar och strandlinjen är 4,7 kilometer lång. Sjön  ingår i Kumo älvs huvudavrinningsområde.   Den ligger omkring 51 km väster om Tavastehus, omkring 57 km söder om Tammerfors och omkring 120 km nordväst om Helsingfors. I sjön finns de små öarna Vähäsaari och Isosaari. 